# Na černé rudě
Přírodní památka Na černé rudě byla vyhlášena v roce 2001 a nachází se u obce Malešov v okrese Kutná Hora ve Středočeském kraji. Chráněné území je v péči Krajského úřadu Středočeského kraje.

## Předmět ochrany
Důvodem ochrany jsou podzemní prostory opuštěného magnetitového dolu představující velmi významné zimoviště netopýrů, zejména netopýra černého (Barbastella barbastellus).

## Galerie

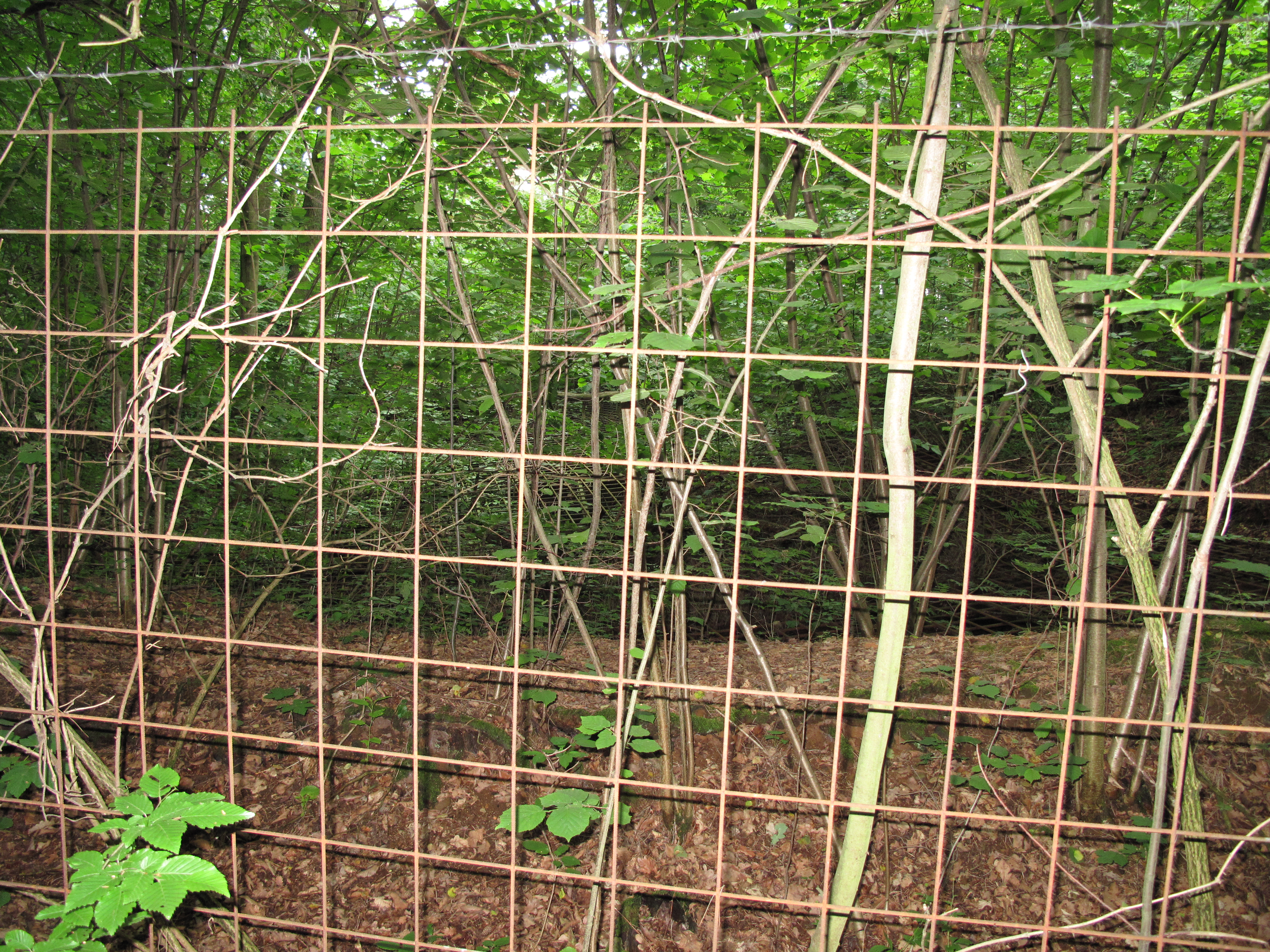
Plot
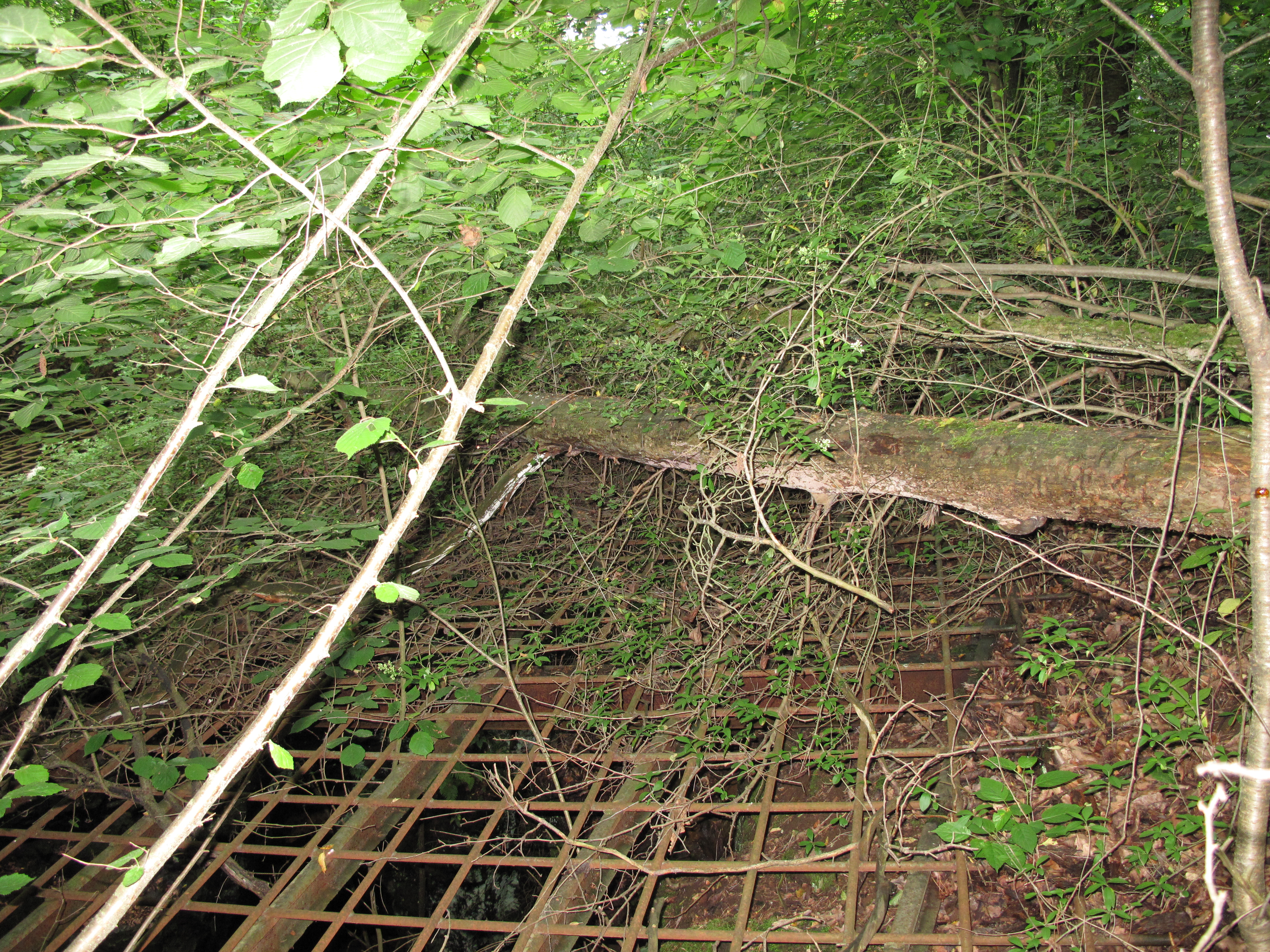
Padlý strom na ochranné mříži
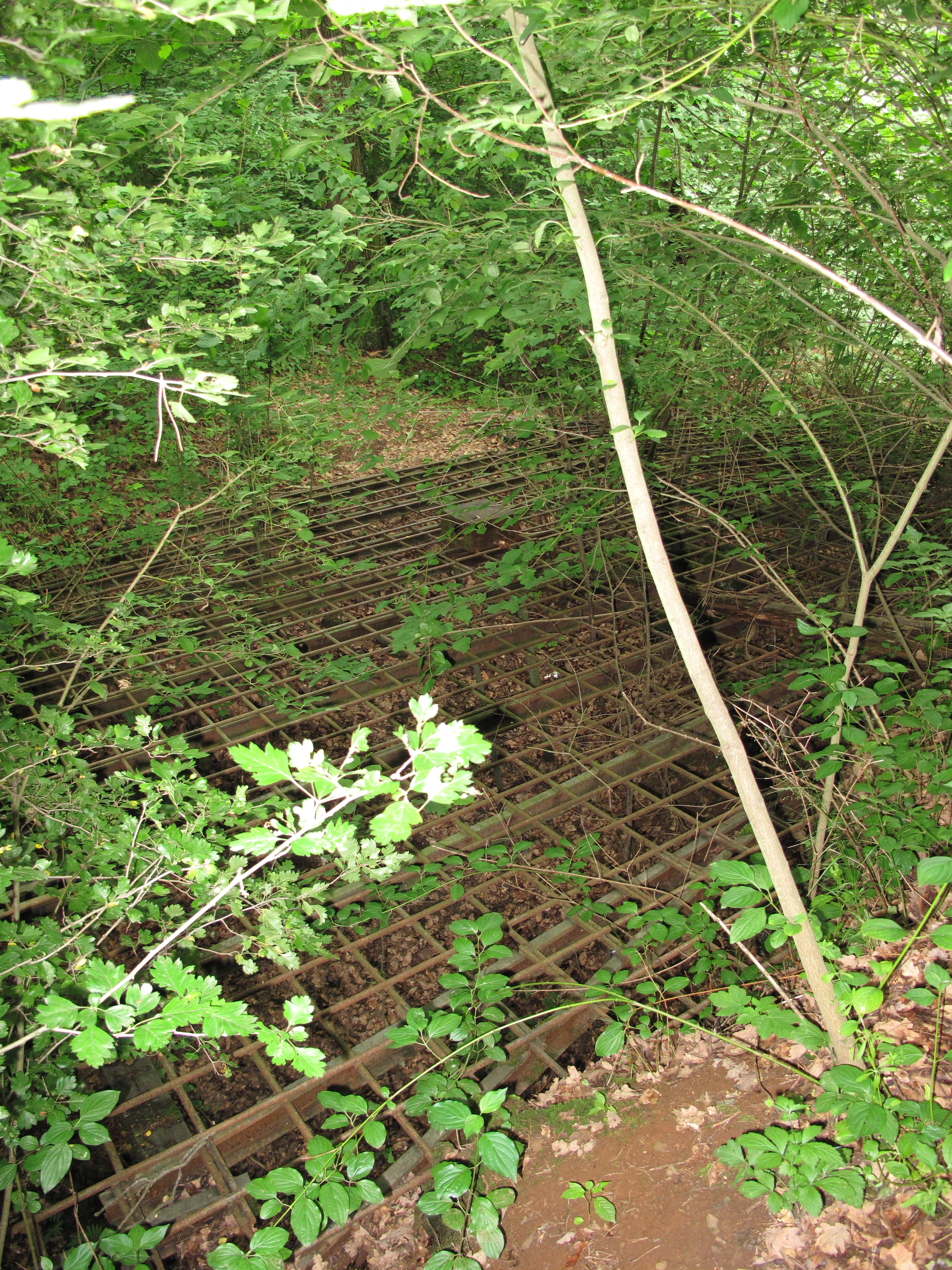
Ochranná mříž na lomu
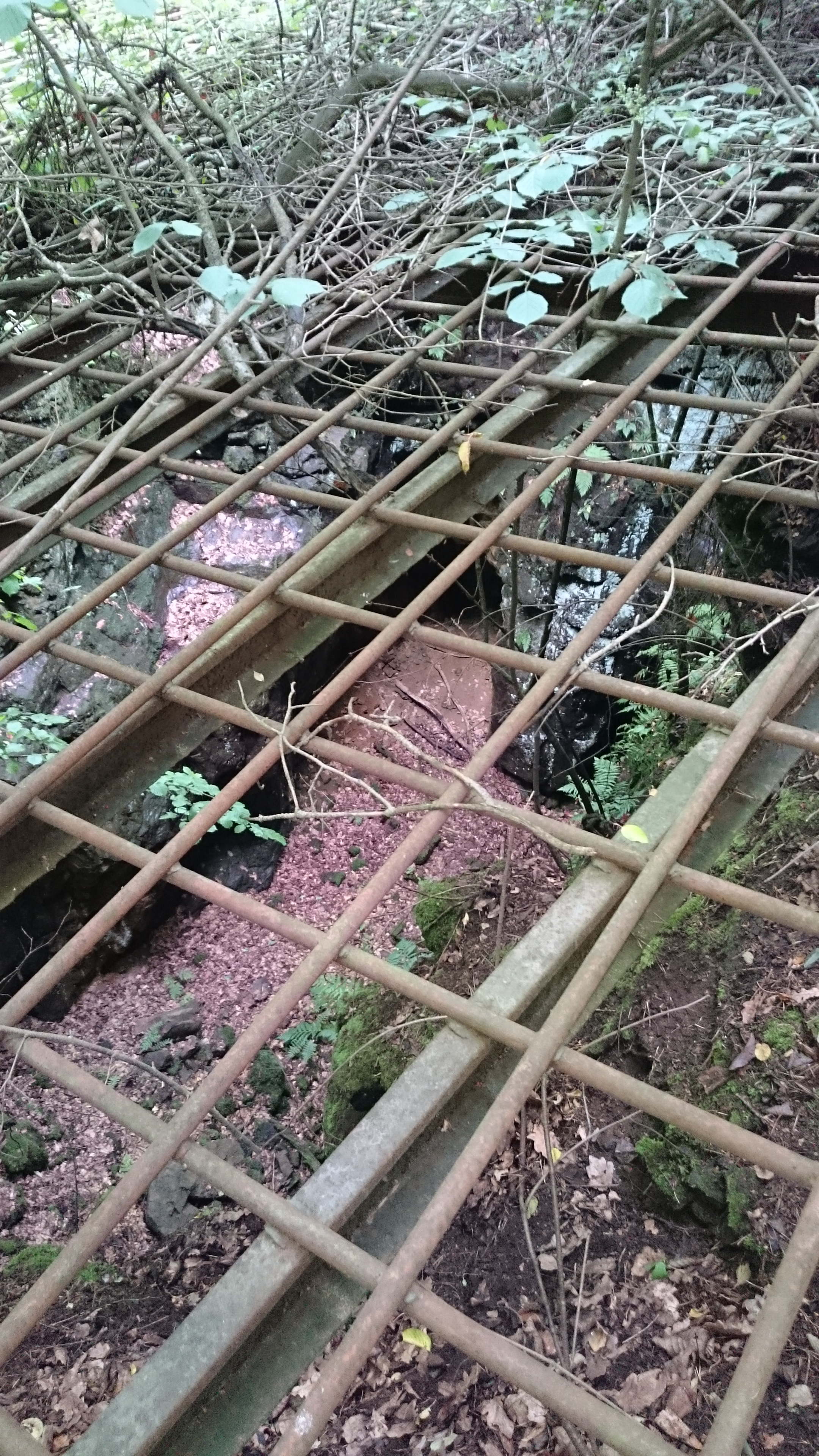
Magnetitový důl pod mříží